# قطعنامه ۱۶۴۰ شورای امنیت
قطعنامه ۱۶۴۰ شورای امنیت سازمان ملل متحد که در تاریخ ۲۳ نوامبر ۲۰۰۵ تصویب شد، سندی بین‌المللی دربارهٔ بررسی وضعیت میان اریتره و اتیوپی است. این قطعنامه طی نشست ۵۳۰۸ام با ۱۵ رای موافق، ۰ مخالف و ۰ ممتنع تصویب شد.